# B-DNA

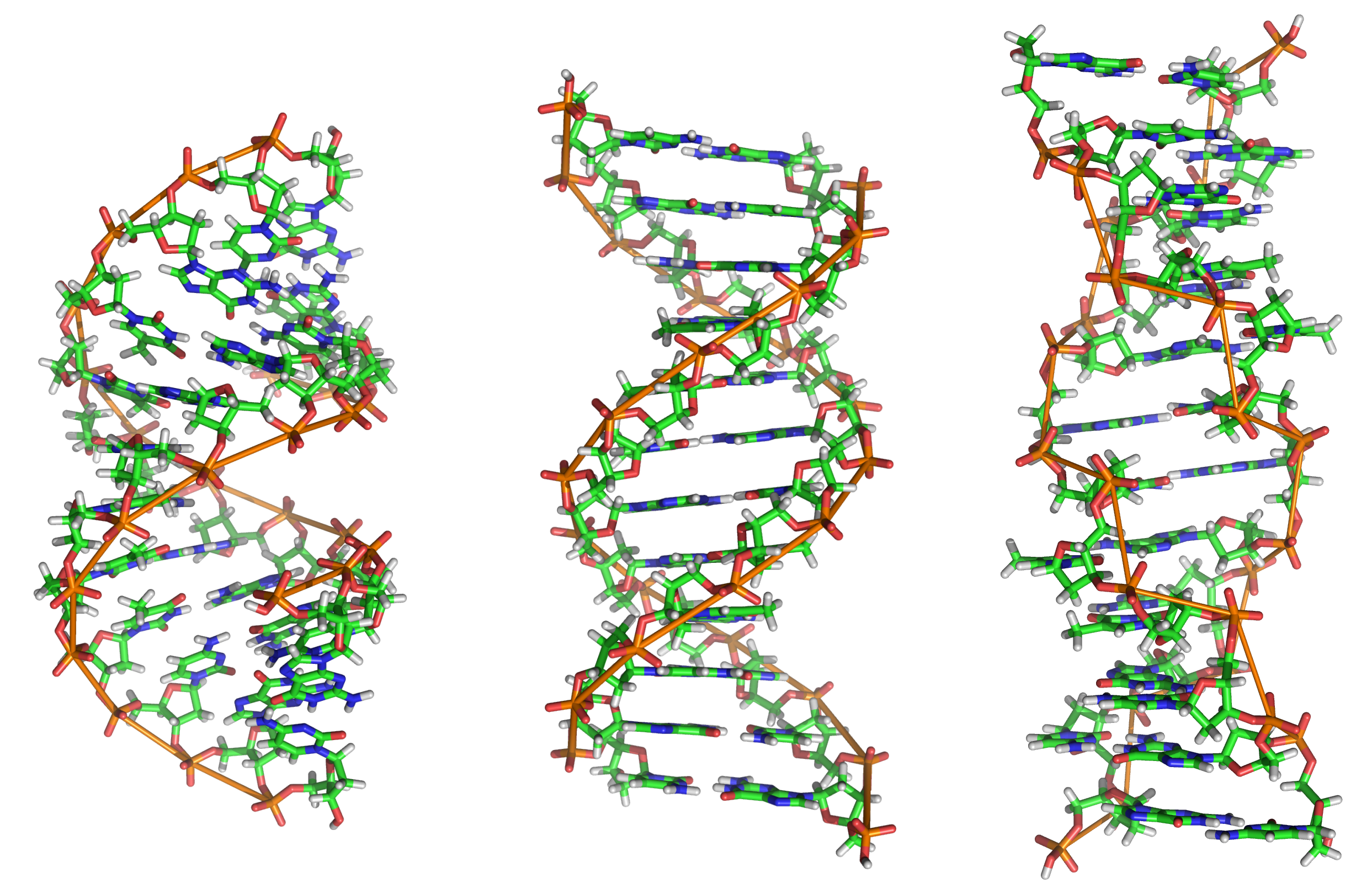
Zleva: A-DNA, B-DNA, Z-DNA

B-DNA - detail

B-DNA je nejčastější druh dvoušroubovice DNA, který za normálních podmínek v buňkách zcela převažuje. Blíží se tradičnímu Watson-Crickovskému modelu dvoušroubovice. Dvoušroubovice B-DNA je pravotočivá, na jednu otáčku připadá cca 10,5 párů bází a průměr dvoušroubovice činí 2 nm. Některé další helikální formy jsou ve srovnání s B-DNA zcela minoritní, ačkoliv zřejmě za určitých okolností mohou vznikat i v buňkách.

## Porovnání s A-DNA a Z-DNA
| Atribut                                         | A-DNA            | B-DNA            | Z-DNA                    |
| Točivá tendence šroubovice (chiralita)          | pravotočivá      | pravotočivá      | levotočivá               |
| Opakování                                       | po každém páru   | po každém páru   | po každých dvou párech   |
| Otočení po každém opakování                     | 32,7°            | 34,3°            | -60°/2 páry              |
| Průměrný počet párů na jedno otočení šroubovice | 11               | 10,5             | 12                       |
| Sklon páru k ose                                | 20°              | −1,2°            | -9°                      |
| Vzestup vůči ose na jeden pár                   | 2,3 Å (0,25 nm)  | 3,32 Å (0,34 nm) | 3,8 Å (0,37 nm)          |
| Vzestup vůči ose na jednu otočku                | 28,2 Å (2,82 nm) | 33,2 Å (3,32 nm) | 45,6 Å (4,56 nm)         |
| Průměr                                          | 23 Å (2,3 nm)    | 20 Å (2,0 nm)    | 18 Å (1,8 nm)            |
| Konformace nukleosidu                           | anti             | anti             | C: anti, G: syn          |
| Konformace ribofuranózy                         | C3'-endo         | C2'-endo         | C: C2'-endo, G: C3'-endo |